# Roope Riski
Roope Riski (Askainen, 16 de agosto de 1991) es un futbolista finlandés que juega en la demarcación de delantero para el Ilves Tampere de la Veikkausliiga.

## Biografía
Hizo su debut como futbolista en 2008 a los 17 años con el Åbo IFK, disputando 13 partidos y marcando 9 goles. El Turun Palloseura se fijó en él y le fichó a la temporada siguiente. Su primera tripleta llegó el 22 de septiembre de 2010 contra el AC Oulu. Tras esto, se convirtió en el primer jugador de la historia en Finlandia en marcar un triplete en los tres niveles más altos del sistema de fútbol finlandés durante una temporada. Tras jugar posteriormente en el Turun Pyrkivä, FC Viikingit, de nuevo en el Åbo IFK y en el Turun Pyrkivä, Riski se fue traspasado al AC Cesena el 27 de enero de 2011. Hizo su debut en la Serie A dos meses después contra la SS Lazio en el Estadio Olímpico de Roma tras ser sustituido en el minuto 69 por Fabio Caserta. Un año después se fue cedido de nuevo al Turun Palloseura finlandés. Además jugó también en calidad de cedido para el Hønefoss BK antes de volver a ser cedido al Turun Palloseura en 2012 por dos años. El 1 de enero de 2014 volvió al AC Cesena en el mercado de invierno. Finalmente el 17 de marzo de 2014 volvió como cedido al Hønefoss BK noruego. En 2015 se fue al FK Haugesund.

## Selección nacional
Ha jugado para la selección de fútbol sub-19 de Finlandia y para la selección de fútbol sub-21 de Finlandia, jugando un total de 9 partidos en cada una y habiendo marcado 5 y 6 goles respectivamente. El 19 de enero de 2015 hizo su debut con la selección absoluta en un partido amistoso contra Suecia, marcando el único gol del partido.

### Goles internacionales
| # | Fecha               | Estadio                            | Oponente | Gol | Resultado | Competición |
| - | ------------------- | ---------------------------------- | -------- | --- | --------- | ----------- |
| 1 | 19 de enero de 2015 | Estadio Jeque Zayed, Abu Dabi, UAE | Suecia   | 0-1 | 0-1       | Amistoso    |

## Clubes
| Club                      | País      | Año       | Partidos | Goles |
| ------------------------- | --------- | --------- | -------- | ----- |
| Åbo IFK                   | Finlandia | 2008-2009 | 13       | 9     |
| Turun Palloseura          | Finlandia | 2009-2010 | 22       | 13    |
| Turun Pyrkivä             | Finlandia | 2009-2010 | ¿?       | ¿?    |
| FC Viikingit (cedido)     | Finlandia | 2010      | 6        | 5     |
| Åbo IFK (cedido)          | Finlandia | 2010      | 9        | 12    |
| Turun Pyrkivä             | Finlandia | 2010-2011 | ¿?       | ¿?    |
| A. C. Cesena              | Italia    | 2011      | 1        | 0     |
| Turun Palloseura (cedido) | Finlandia | 2011-2012 | 11       | 5     |
| Hønefoss BK (cedido)      | Noruega   | 2012      | 1        | 0     |
| Turun Palloseura (cedido) | Finlandia | 2012-2014 | 49       | 13    |
| A. C. Cesena              | Italia    | 2014      | 0        | 0     |
| Hønefoss BK (cedido)      | Noruega   | 2014-2015 | 23       | 12    |
| FK Haugesund              | Noruega   | 2015      | 12       | 0     |
| SJK Seinäjoki             | Finlandia | 2015-2016 | 48       | 26    |
| SC Paderborn 07 (cedido)  | Alemania  | 2016-2017 | 10       | 1     |
| SKN St. Pölten            | Austria   | 2017-2018 | 26       | 6     |
| PAE Chania (cedido)       | Grecia    | 2018-2019 | 27       | 10    |
| SKN St. Pölten            | Austria   | 2019-2020 | 10       | 0     |
| HJK Helsinki              | Finlandia | 2020-2023 | 92       | 44    |
| Ilves Tampere             | Finlandia | 2024-     | 41       | 15    |

## Palmarés

### Títulos nacionales
| Título                       | Club             | País      | Año  |
| ---------------------------- | ---------------- | --------- | ---- |
| Copa de Finlandia            | Turun Palloseura | Finlandia | 2010 |
| Veikkausliiga                | SJK Seinäjoki    | Finlandia | 2015 |
| Copa de Finlandia            | SJK Seinäjoki    | Finlandia | 2016 |
| Copa de Finlandia            | HJK Helsinki     | Finlandia | 2020 |
| Veikkausliiga                | HJK Helsinki     | Finlandia | 2020 |
| Veikkausliiga                | HJK Helsinki     | Finlandia | 2021 |
| Veikkausliiga                | HJK Helsinki     | Finlandia | 2022 |
| Copa de la Liga de Finlandia | HJK Helsinki     | Finlandia | 2023 |
| Veikkausliiga                | HJK Helsinki     | Finlandia | 2023 |